# Astragalus rassoulii
Astragalus rassoulii är en ärtväxtart som beskrevs av Dieter Podlech. Astragalus rassoulii ingår i släktet vedlar, och familjen ärtväxter. Inga underarter finns listade i Catalogue of Life.